# Opilo mollis
Opilo mollis är en skalbaggsart som först beskrevs av Carl von Linné 1758.  Opilo mollis ingår i släktet Opilo, och familjen brokbaggar. Enligt den svenska rödlistan är arten nära hotad i Sverige. Arten förekommer i Götaland, Gotland, Öland och Svealand. Arten har tidigare förekommit i Nedre Norrland men är numera lokalt utdöd. Artens livsmiljö är skogslandskap, jordbrukslandskap.